# Mosa Ballet School
La Mosa Ballet School est une institution d'enseignement de danse belge à vocation internationale, installée sur place Saint-Paul à Liège depuis septembre 2022. 

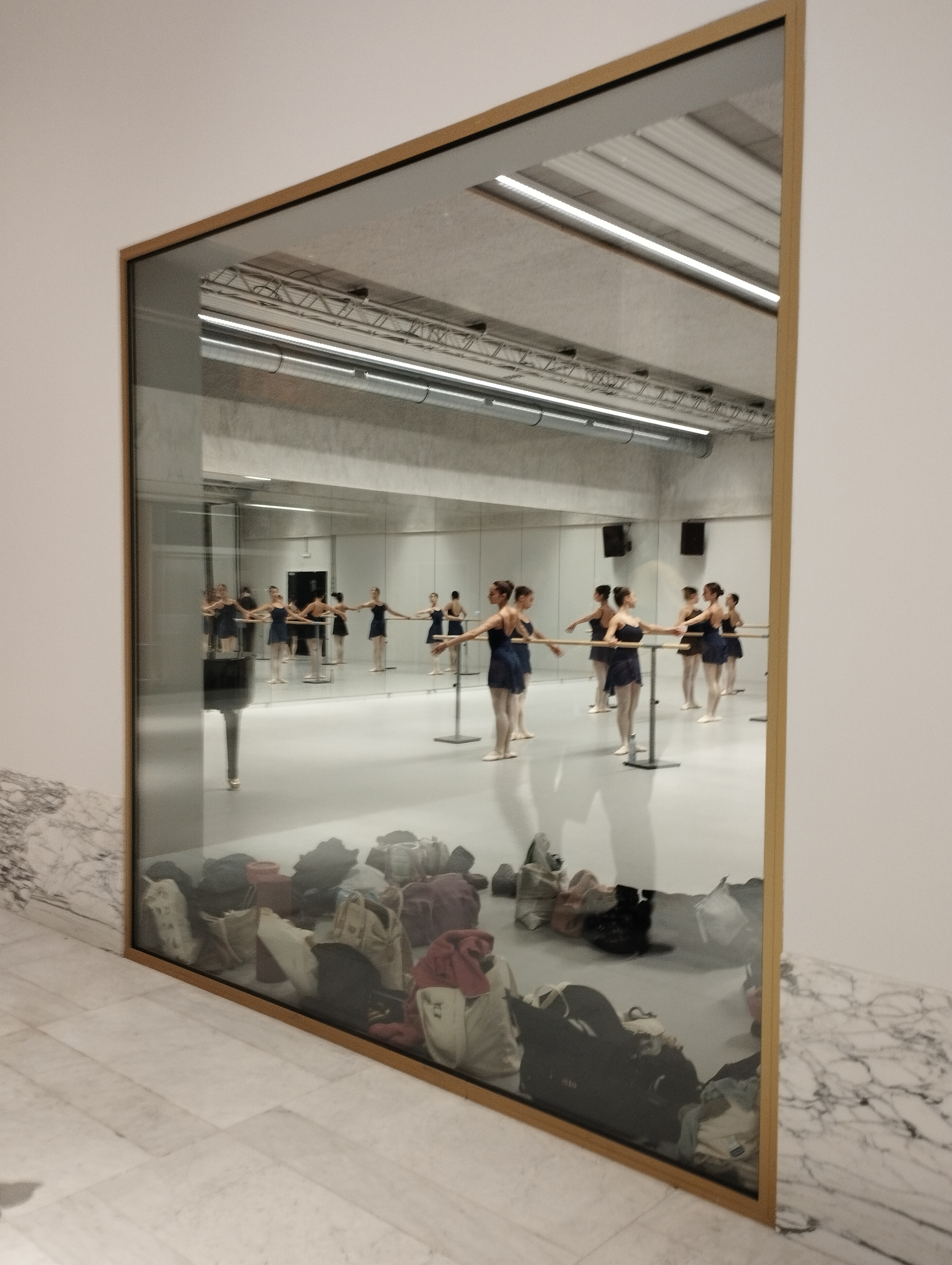
Classe de danse classique à la Mosa, en 2022.

Émanation directe de la Fondation Benjamine De Cloedt, la « Mosa » est située dans l’ancien bâtiment de la Banque nationale de Belgique construit entre 1960 et 1990 par l’architecte liégeois Jules Mozin du Groupe EGAU.

## Dénomination
L’école est dénommée Mosa ballet school, le terme Mosa étant la forme latine de la Meuse, fleuve qui a marqué l’histoire de la ville de Liège mais parcourt 3 pays. Le choix de .eu  comme extension du nom de domaine web indique également la vocation européenne de l’école.

## Statut
La Fondation Benjamine De Cloedt, personne morale responsable de l'école Mosa, est une fondation privée. Cependant, par décret de la Fédération Wallonie-Bruxelles, la Mosa Ballet School est reconnue par la autorités publiques, au travers d'un mécanisme sui generis et unique en Belgique. Ce décret établit un partenariat expérimental entre la Mosa et l'Athénée royal Charles Rogier, institution publique dont le pouvoir organisateur est Wallonie-Bruxelles Enseignement. La Mosa est ainsi un établissement d'enseignement privé, qui ne fait pas partie du réseau libre subventionné, mais dont les formations se font en partenariat avec une école secondaire publique qui délivre les diplômes d'enseignement secondaire général reconnus, dont le CESS.
Ce statut est particulier du fait qu'au contraire de la Mosa, les autres écoles libres non-subventionnées en Belgique ne sont pas reconnues par les autorités publiques.

## Genèse
Le projet de création d’une école de haut niveau associant exigence et bienveillance nait de l’expérience maternelle de Benjamine De Cloedt qui, parce qu’elle soutient la volonté de sa fille de devenir danseuse professionnelle, constate l’existence d’un tel besoin.
Madame De Cloedt, arrière-arrière-petite-fille de l’entrepreneur et sénateur belge Emmanuel De Cloedt, arrière-petite-fille de Prosper De Cloedt,  également entrepreneur et sénateur belge, choisit de créer une fondation d’utilité publique pour pouvoir réaliser le projet dans le bâtiment qu’elle achète à Liège.
Avec Damien Coméliau qui va devenir Vice-Président & Managing Director, elle établit les buts de cette institution :
- l’enseignement de la danse classique et contemporaine au plus haut niveau à des enfants doués, quels que soient leur origine, milieu social et culture ;

- un enseignement de la danse couplé à l'enseignement secondaire avec internat ;

- la formation et participation à des concours internationaux donnant à la Belgique une image internationale rayonnante par des activités originales : expositions, concerts, conférences, spectacles de danse, ateliers pour enfants, rencontres d'artistes… ;

- le soutien d'un grand projet artistique, social et éducatif ayant pour but la promotion de la danse comme source de bienêtre dans la société, avec un rayonnement belge, européen et international [3].

Les contacts établis avec la Communauté française de Belgique débouchent sur une proposition de décret présenté au Parlement de la Communauté française  le 16 juin 2022 pour l’établissement d’un partenariat entre la Mosa Ballet School et l’Athénée royal Charles Rogier à Liège en vue d’instituer un « enseignement expérimental de formation artistique en danse dans l’enseignement secondaire général » .  Le décret est adopté en séance plénière le 6 juillet 2022.

## But
L’école veut former des danseurs et danseuses aptes à se présenter aux auditions professionnelles tant en Belgique qu’à l’étranger ; pour la danse classique, la méthode privilégiée est celle d’Agrippina Vaganova.
L’équilibre personnel et le bienêtre des élèves sont pris en compte sous le signe de la bienveillance de l’ensemble des professeurs et éducateurs, l’esprit de compétition inhérent à la pratique de la danse étant orienté sur soi-même de manière que chaque élève donne le meilleur de lui-même en restant respectueux des autres.
Le haut niveau requis et visé implique également le respect de valeurs humaines fortes et la participation au programme social « Quand on danse ».

## Financement
Le financement est assuré par des fonds privés et la bourse Rayonnement Wallonie opérée par le fonds START, le soutien de la Loterie nationale, de la Fondation Roi Baudouin et des institutions publiques comme la ville de Liège et la Fédération Wallonie Bruxelles qui y injectera notamment 3,6 millions d'euros en trois ans . Les élèves participent par un minerval, établi en fonction de leur origine (européenne ou étrangère), mais peuvent bénéficier de bourses et la totalité des frais est même parfois totalement prise en charge par l’institution.

## Transformations du  site architectural
Le bâtiment de la Banque nationale de Belgique présentant des accents néoclassiques et sa décoration utilisant des matériaux de choix : marbre arabescato des Alpes apuanes, noyer poli, acier inoxydable massif des châssis et des portes de l’ancienne salle des coffres, Benjamine De Cloedt souhaite garder au maximum façade et style.
Les transformations sont confiées à la firme dA, créée à Liège en 2017 par les architectes Maud André et Pierre de Wit. Seul le grand hall présentant une hauteur indispensable à la création d’un studio de danse, ils choisissent de créer les nouveaux studios aux extrémités du bâtiment en les délimitant nettement.
Le projet comprend la création de 10 studios de danse (de 100 à 200 m2 de surface libre et hauteur sous plafond de ± 4,50 m dont l’un reproduit la pente de 5 % du sol, traditionnelle pour les grandes scènes internationales) avec vestiaires et douches.
S'y ajoutent deux salles de classe, une bibliothèque, des salles de réunions, des bureaux, des cabinets d’encadrement paramédical, deux étages de chambres (de une à quatre personnes) et sanitaires pour l’internat et l’accueil d’hôtes de passage (professeurs et chorégraphes extérieurs).
Et la cantine de 150 places avec cuisine, qui accueille les internes rejoints par les élèves externes pour le temps de midi.

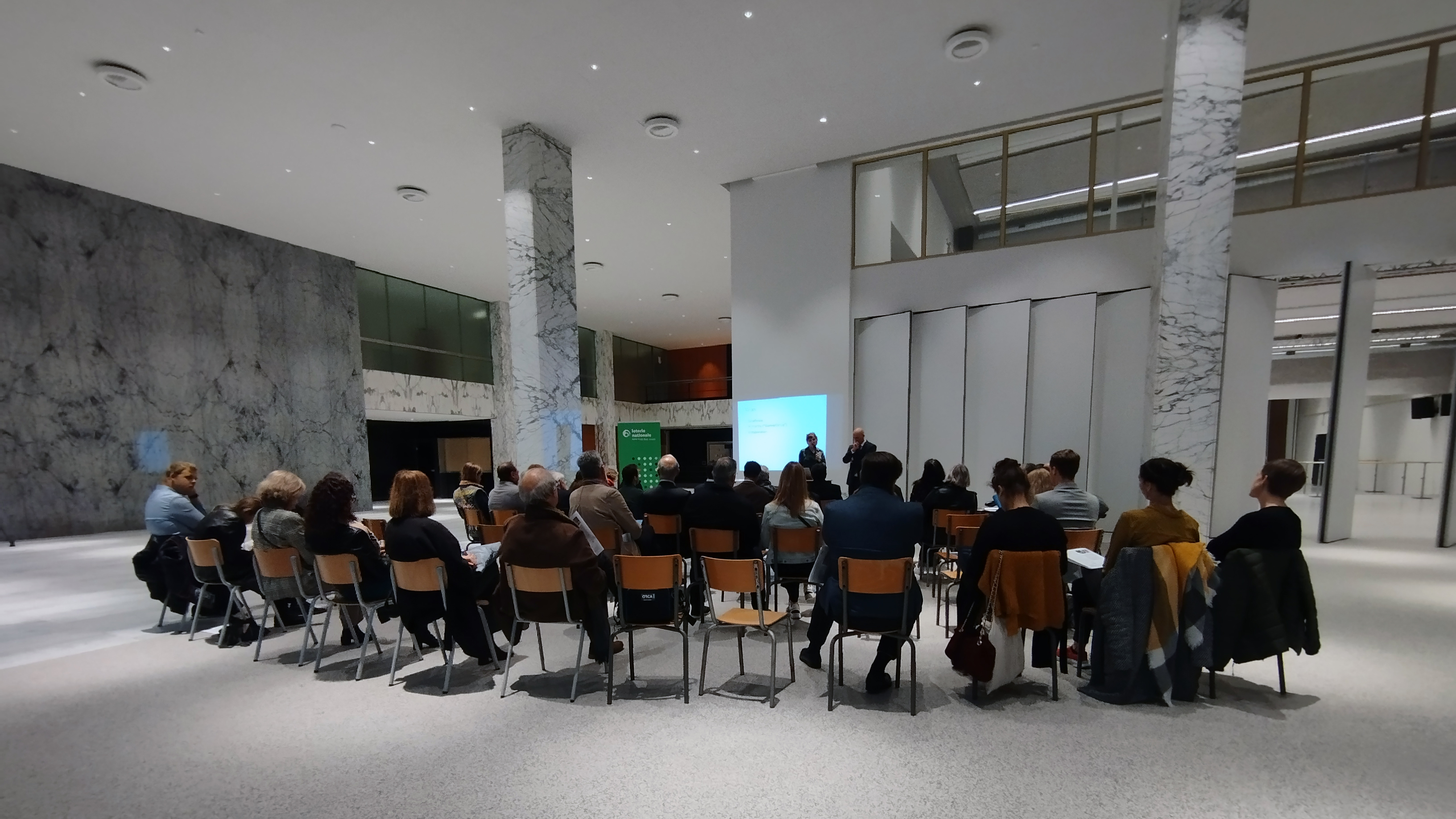
La conférence de presse du 13 octobre 2022 dans le grand hall du bâtiment.
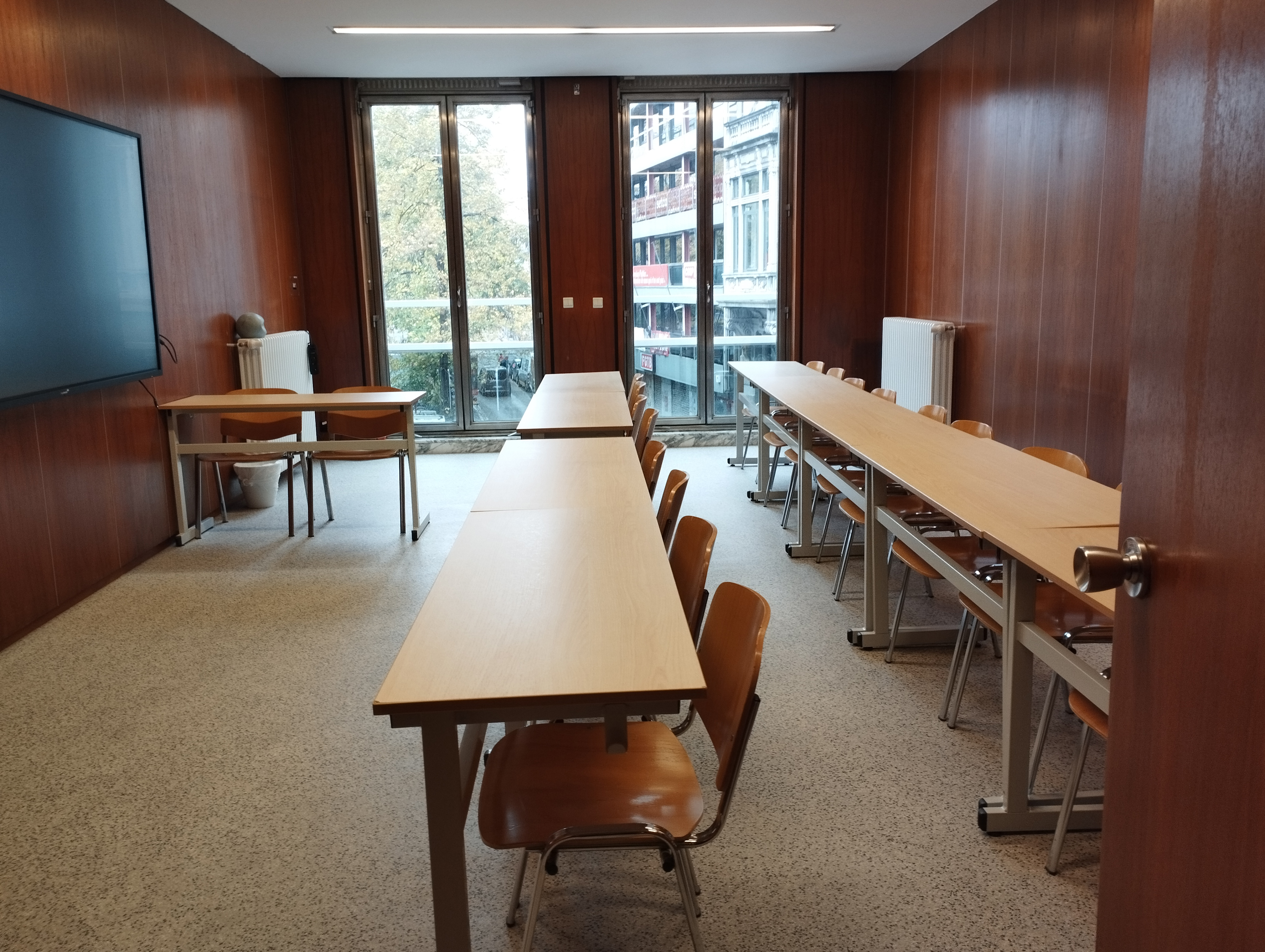
L'une des classes pour les cours théoriques.
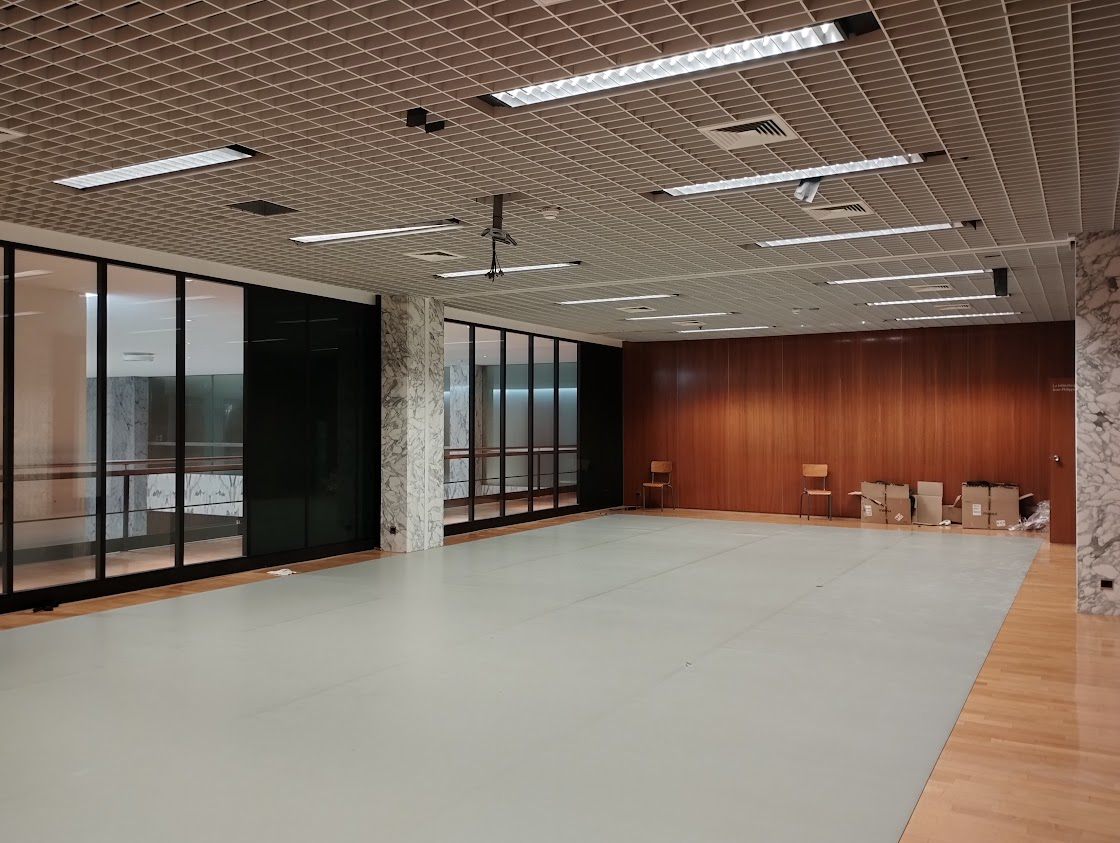
Vue du vaste local qui deviendra la bibliothèque Jean-Philippe Van Aelbrouck
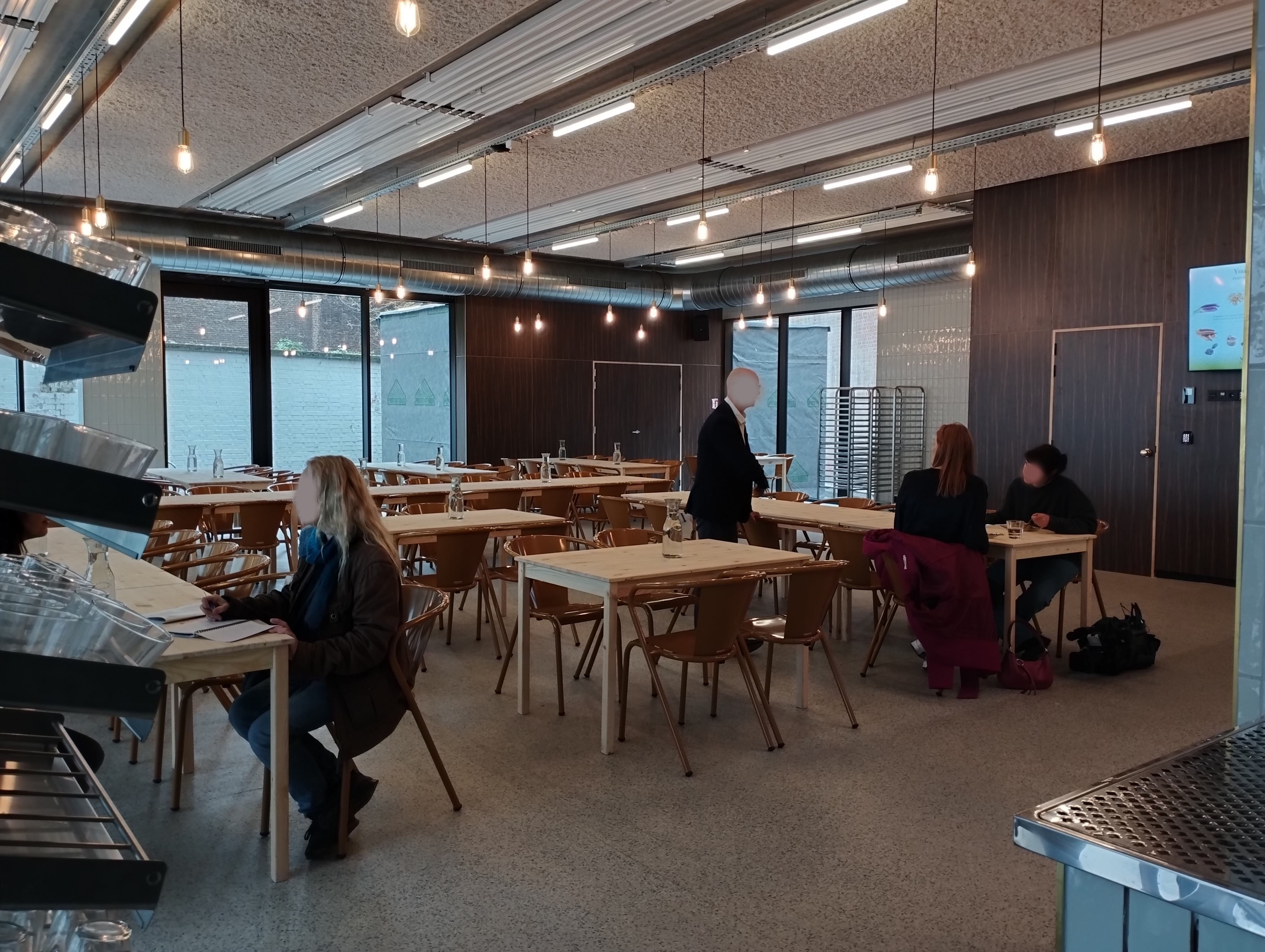
Vue de la cantine.

## Communication
La communication vers le grand public débute en 2018 avec l'annonce de l'achat du bâtiment de l'ancienne banque nationale sur la RTBF.
Ce média va suivre l'évolution du dossier et le projet d'établissement de l'école chacune des années suivantes jusqu'à l'ouverture de l'école à la rentrée scolaire 2022.
D'autres médias publient également des articles dès 2021, qu'ils soient généralistes (d’audience nationale ou régionale) comme RTC , La Libre Belgique, L’Avenir, 7sur7, LN24, Le Vif/L'Express, Trends-Tendances, So Soir, ou spécialisés comme szenik, Centraal.be, High Level Communication, L’Éventail, Boulettes Magazine, Architectura.

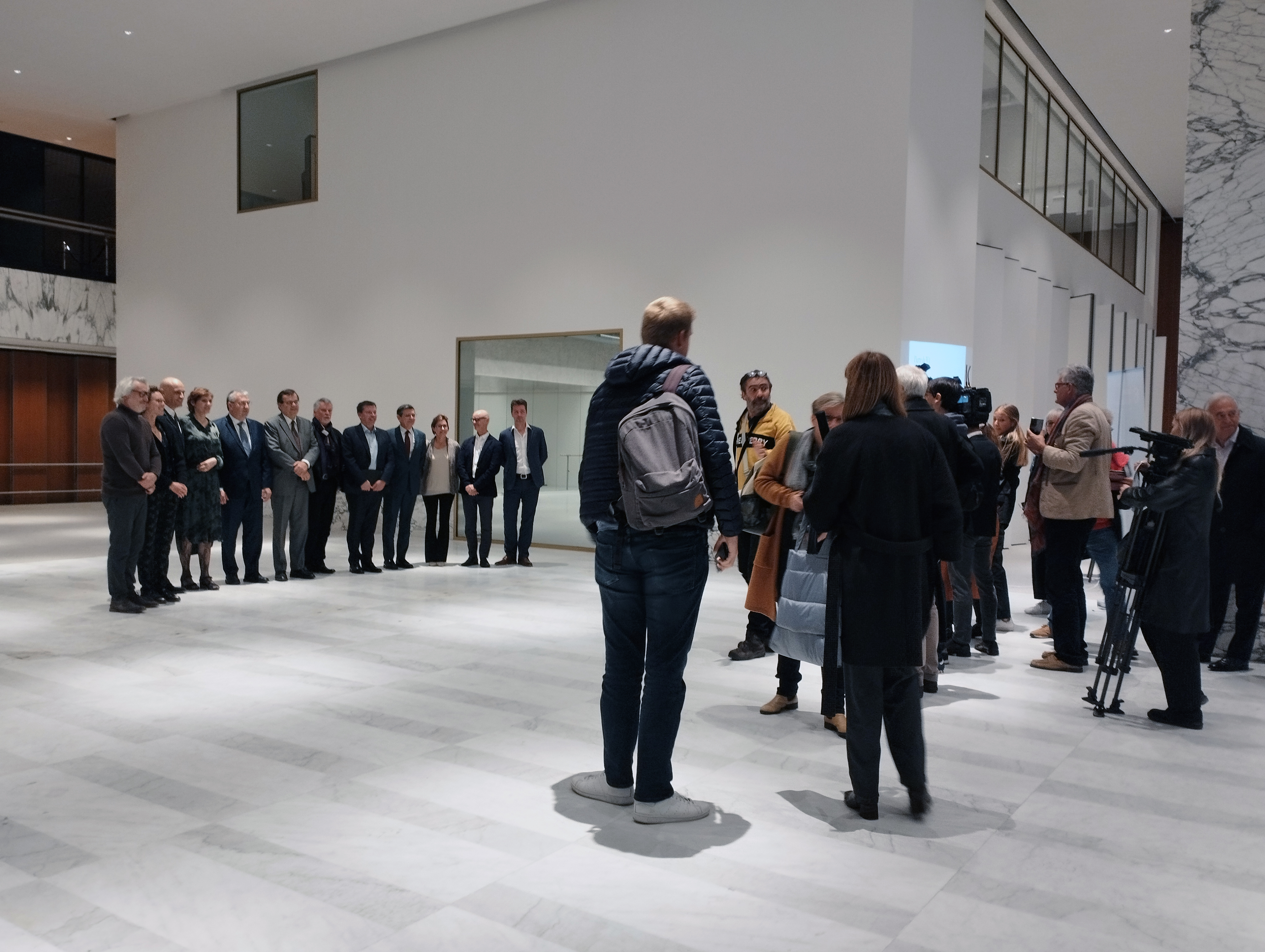
Personnalités devant les journalistes en fin de conférence.

La vidéo de présentation de l'école sur le site web de la Mosa a été réalisée par l'agence Air brussels sous la direction de Lieven Van Baelen.
Le 13 octobre 2022, le grand hall de la Mosa accueille la conférence de presse de la première rentrée scolaire en présence des fondateurs, des architectes, du directeur artistique et du chef de faculté et des personnalités politiques Pierre-Yves Jeholet, Willy Demeyer, Frédéric Daerden.

## Éducation artistique
À la création, le corps professoral est composé de :
- Olivier Patey, Français, directeur artistique : « Le rôle d'un directeur artistique est à la fois très large et très vague. Il doit donner l'impulsion artistique, fixer le niveau, engager les élèves, mais aussi les professeurs, engager les chorégraphes. C'est une globalité pour donner une cohérence artistique à l'ensemble du projet par divers ingrédients que sont les chorégraphes, les élèves, les professeurs, les pianistes. L'objectif est de pérenniser cette école, qu'elle produise le maximum d'enfants qui puissent entrer dans des compagnies professionnelles et la création d'un jeune ballet de danseurs qui représentera l'école un peu sur toutes les scènes d'Europe et du monde, on l'espère, assez bientôt. » [2] ;
- Wilfried Jacobs, Belge, chef de faculté ;
- Ime Essien-Hassel, Nigérienne, coordonnatrice du programme contemporain ;
- Séverine de Cussac, Française, professeur de danse classique et répertoire ;
- Vira Kharchenko, Ukrainienne, professeur de danse classique ;
- Marina Antonova, Ukrainienne, professeur de danse classique et répertoire ;
- Guy Albouy, Français, professeur de danse classique (technique masculine), répertoire et pas de deux ;
- Gregory Livingston, Allemand d'origine américaine, professeur de danse contemporaine ;
- Leonid Pissarenko, Français d'origine ukrainienne, professeur de danse de caractère ;
- Pierrette Vens, Belge, présidente de la Fédération des Danses Populaires de Liège, professeur de danses anciennes
- Nicole Hanot, Belge, professeur d’histoire des arts et de la danse et de préparation à la vie professionnelle [23];
- Cassandre Olieslagers, professeur de solfège et de rythme.

Les pianistes accompagnateurs sont  le Russe Daniil Arsenev, la Géorgienne Nino Barkaya, la Bulgare Kiymet Berrak, les Belges Marie Duchateau et Gaultier Delcomminette.
Les élèves suivent également un cours d’anatomie dispensé par Jackie Devroe, osthéopathe.
Un partenariat établi avec le Théâtre de Liège, l’Opéra royal de Wallonie et la Salle philharmonique de Liège complète la formation culturelle des élèves dont certains pourront participer à des spectacles.

## Scolarité générale
Les élèves suivent, en matinée, les cours généraux à l’Athénée royal Charles Rogier, dit Liège 1, situé tout près de l’école de danse. En fin d’études secondaires, ils obtiennent le CESS (certificat d’enseignement secondaire) délivré par la Communauté française de Belgique qui leur donne accès à l’enseignement supérieur.
La charge horaire dans l’enseignement obligatoire varie entre 26 (en première année) et 20 h (en sixième année) ; s’y ajoute le nombre d’heures de la formation en danse qui augmente de 14 (en première année) à 26 h30 (en sixième année).
En 2022, la coordination des écoles est assurée par le Belge Johann Schreurs.

## Langues de travail
Le français est d’application tant pour l’enseignement général que pour le cours d’histoire des arts et de la danse. L’école propose aux élèves étrangers des cours de français intensifs avant la rentrée scolaire et un soutien à l’apprentissage du français pendant  la première partie de l’année scolaire.
L’anglais est généralement utilisé comme langue de travail pendant les cours de danse, étant donné les diverses origines des professeurs.

## Fréquentation et Internat
À la rentrée 2022, 82 élèves, sélectionnés après auditions réalisées à Tokyo, Zurich, Rome, Liège et par vidéos, sont inscrits, représentant Afrique du Sud, Argentine, Belgique, Brésil, Espagne, France, Grèce, Italie, Japon, Kenya, Roumanie, Suisse, Ukraine.
L’école offre dans le bâtiment même 100 places d’internat pour les élèves étrangers et Belges.  Certains y passent même leurs vacances, d’autres rentrent le weekend au domicile familial. Les externes suivent le régime de demi-pension pour les repas.
L’école propose une alimentation saine, respectueuse de la santé des jeunes comme de l’environnement avec des menus et recettes élaborés sous la supervision de l’Institut SiiN.
Les élèves sont aussi suivis par le service de médecine de l'appareil locomoteur du Centre hospitalier universitaire de Liège.

## Programme social «Quand on danse»
L’école veut amener la danse dans des lieux traditionnellement éloignés de la pratique artistique et commence le développement d’une action sociale visant
- l’organisation de formations en danse pour les personnes encadrant des publics aux besoins spécifiques comme les personnes souffrant de la maladie d'Alzheimer ;
- l’accueil d’ateliers adaptés
- la facilitation d’activités de danse en milieu d’accueil ou de résidence
- la sensibilisation du grand public[25].

## Distinctions
En 2019, Benjamine De Cloedt et Damien Coméliau ont reçu le titre de Citoyen d'honneur de la Ville de Liège pour leur investissement dans la rénovation du patrimoine immobilier liégeois.